# Alessandro Politi (filologo)
Alessandro Politi (Firenze, 10 luglio 1679 – Firenze, 23 luglio 1752) è stato un filologo, teologo e umanista italiano, scolopio, raccolse molti libri e codici di rarissime edizioni, passati poi al Collegio dei suoi religiosi in Firenze.

## Biografia

### Scuole Pie

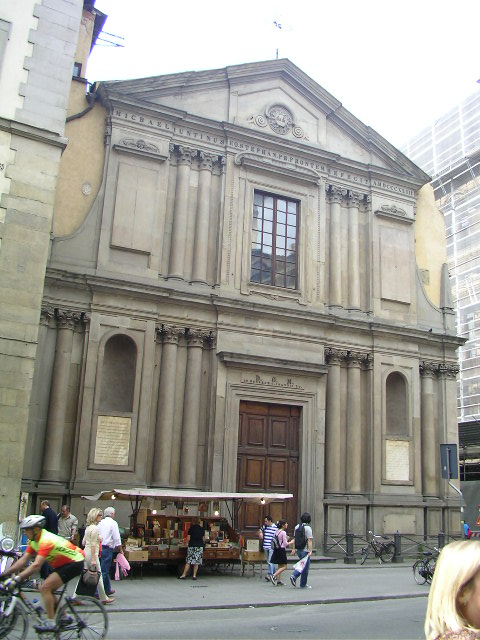
Firenze, Chiesa di San Giovannino degli Scolopi

Educato nelle scuole della Compagnia di Gesù della sua città, imparò il greco, il latino e l’ebraico dal padre Giacomo Maria Airoli, dotto orientalista. Entrò nella Congregazione dei Padri delle Scuole Pie, il 5 febbraio 1695, quando non aveva ancora sedici anni compiuti. Si dedicò allo studio di antichi autori e testimonianza di ciò è una Raccolta manoscritta con annotazioni, scritta nel periodo del suo Noviziato, indirizzata al Padre Coccapani suo Provinciale. Poi passò agli studi di filosofia e di teologia a Firenze e a Roma. Nel 1700, in occasione del Capitolo Generale del suo Ordine, ottenne pubblici riconoscimenti.

### Carriera accademica
Insegnò retorica e filosofia peripatetica a Firenze. Nel 1716 insegnò teologia a Genova. Insegnò per venti anni e fra i suoi allievi ci fu il Proposto Gori. Nel 1733 insegnò la lingua greca all'Università di Pisa, poi passò alla cattedra di eloquenza e Belle Lettere, resa vacante dopo Benedetto Averani.

### Morte
Presso il Collegio delle Scuole Pie a Firenze, il 18 luglio 1752 fu colpito da una apoplessia, che lo condusse alla morte il giorno 23 dello stesso mese.

## Opere

### Commentari e saggi
- Martyrologium Romanum Commentariis castigatum, ac illustratum, Florentiae;
- Philosophia peripatetica ex mente S.Thoma Aquinatis (Florentia);
- Selecta Christianae Theologiae capita (ibidem);
- Specimen Eustathii nunc primum latine versi ab Alexandro Polito, saggio di una sua più grande opera;
- Commentaria in Homeri Iliadem; Alexander Politus nunc primum latine versit; recensuit, notisque perpetuis illustravit; il cui primo tomo è dedicato al granduca Gian Gastone de' Medici, il tomo II è dedicato al papa Clemente XII, il Tomo III al re di Francia Luigi XV. Nella prefazione di questo tomo il Politi inserisce una lettera greca, indirizzata a lui dal gesuita Giacomo Maria Airoli, che egli chiama suo maestro, virum doctissimum Latine, Graece, atque Hebraicae eruditissimum, e prosegue, scrivendo: Haec ad me, cum in pueris adhuc agerem, Ayrolus, cuius ego epistolam referendam huc censui, non tam memoriae gratique animi causa, quod Ayrolo Duce atque Praeceptore studiorum illorum meorum multum pro illa aetate in graecis latinisque literis profecerim.

### Biografie e commenti

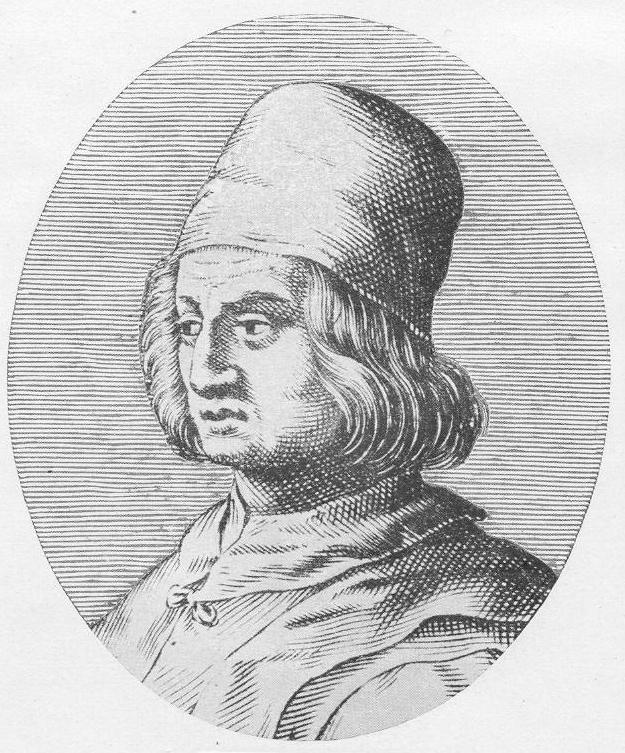
Angelo Poliziano

- Vita della Serva di Dio Suor Maria Angela Gini , Firenze;
- Animadversiones in Eustathium ad Dionysium Periegetum, libri II, Romae;
- Studio sul Poliziano, pubblicato da Friedrich Otto Mencken nel 1736.

### Epistole
- Epistola ad Cajetanum Moniliam (lettera sopra un passo d'Eustazio);
- Epistola ad Ubaldum Mignonium de tribus Martyribus Bononiensibus, ibidem.

### Panegirici
- Panegyricus Senatui Populoque Pisano consecratus, Pisis;
- Panegyricus Academiae Pisanae consecratus, Pisis;
- Panegyricus Imperatori Caesari Francisco I consecratus, Florentiae;
- Panegyricus Senatui Populoque Volaterrano consecratus, Pisis;
- Panegyricus Senatui Populoque Liburnensi consecratus, Pisis;
- Panegyricus Senatui populoque Samminiatensi consecratus, Pisis;
- Panegyricus Senatui populoque Cortonensi consecratus, Liburni;
- Panegyricus Senatui populoque Arretino consecratus.

### Orazioni
- Oratio de Literarum Nobilitate, Florentiae;
- Orationes XII ad Academiam Pisanam, Lucae;
- Oratio ad Academicos Cruscanos habita in Collegio Florentino Scholarum Piarum pro Studiorum instauratione (in questa orazione si prova che breviorem longe esse optimorum omnium artium, quam humanae vitae cursum) - nel 1723 Politi la ristampò con un'altra di un suo collega, Ubaldo Mignoni: De patria in Testamentis condendis potestate, libri IV – Un estratto di questa opera si ha nel Giornale de' Letterati d'Italia, T.X art.9, pag.347 e seg.- è stata poi inserita in una raccolta di Illustri Giureconsulti stampata nei Paesi Bassi.

## Giovanni Meursio
Oltre a queste opere, nel primo tomo delle opere di Giovanni Meursio e ristampate a Firenze, si trova una Dissertazione sopra l'uso delle Quadrighe degli Antichi. La raccolta delle opere del Meursio è stata un progetto del Politi, che si era assunto l'onere di stamparle. Ma poiché si allontanò da Firenze per andare a Pisa, ne lasciò ad altri l'esecuzione.